# Kaarina Kaikkonen
Kaarina Kaikkonen (née en 1952 à Iisalmi), est une artiste finlandaise. Elle est l'une des pionnières de l'art environnemental en Finlande.

## Biographie

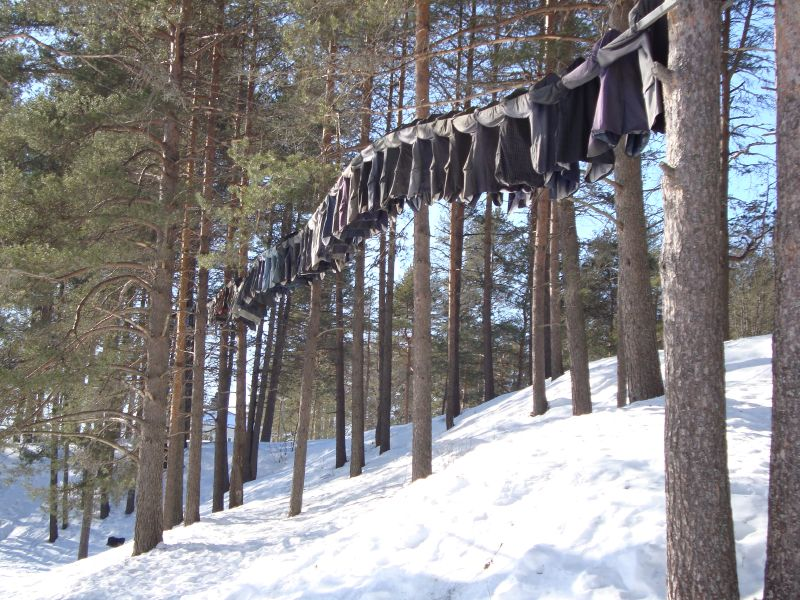
A Path II, installation de Kaarina Kaikkonen à Umeå, Suède en octobre 2004.

Kaarina Kaikkonen est originaire de Iisalmi en Finlande. Élève de l'Académie des Beaux-Arts d'Helsinki entre 1978 et 1983, elle étudie également la physique médicale à l'Université de Kuopio. Elle devient l'un des principaux artistes de l'art finlandais grâce à son travail dans la sculpture et les installations.

## Carrière artistique
Kaarina Kaikkonen commence sa carrière artistique en tant que peintre. Elle dessine de manière récurrentes des spirales et des oiseaux, symbolisant la présence humaine. En dessinant, l'artiste renoue avec son enfance intérieure, le dessin est pour elle une forme de travail déguisé en jeu.
Au début de sa carrière, elle s'entoure principalement d'objets du quotidien pour composer ses sculptures. Son travail repose sur la mémoire collective et les évènements marquants du passé. Au milieu des années 1980, elle commence à élaborer des œuvres monumentales, tel le projet in situ pour lequel l'artiste adapte ses créations à l'espace disponible. Elle travaille presque exclusivement avec des vêtements recyclés, portant leurs propres marques et une référence à leur utilisateur. La chemise masculine symbolise pour l'artiste, la disparition prématurée de son père.
À la demande des musées et des institutions, les installations de Kaarina Kaikkonen investissent différents hauts lieux de la culture comme le Musée de l'Ermitage à Saint-Petersbourg, le Kennedy Center à Washington, le Musée de la mémoire et des droits de l'homme au Chili ou le théâtre Les Quinconces-L’Espal au Mans,.
À partir des années 2000, l’artiste finlandaise réalise de spectaculaires installations dans son pays d’origine, la Finlande. Les vêtements d'occasion, collectés ou achetés restent le principal médium de l'artiste. Propriété de personnes dont l'identité reste inconnue, ils témoignent de la présence humaine et du souvenir de son passage. Ses installations définissent l'importance de la communauté. Elles décrivent comment les besoins humains fondamentaux tels que le désir de proximité et d'échanges perdurent de génération en génération, peu importe la manière dont la réalité sociale évolue au fil du temps. Les œuvres sont basées sur les expériences personnelles de l'artiste, beaucoup de vêtements désaffectés sont des souvenirs personnels de sa propre vie : « À travers mon travail, j'essaie de rechercher mes contours. Je suis en constante évolution et j'ai besoin d'un contour pour me comprendre plus clairement.».
En juin 2000, Kaarina Kaikkonen s'associe à un groupe d'étudiants de l'Université d'art et de design d'Helsinki pour mettre en place un chemin d'installation composé de 3000 vestes pour hommes sur les marches de la cathédrale d'Helsinki, rendant hommage au bâtiment et ajoutant de nouvelles nuances à son sens.
L'artiste s'essaie également à d'autres matériaux avec le plastique renforcé, la fibre de verre, le papier ou l'utilisation du bronze, comme pour la sculpture Korkea veisu installée à Lapinlahti en 2004,.
Kaarina Kaikkonen est l'une des artistes plastiques les plus renommées de Finlande. Elle a reçu le Prix national des Arts Visuels finlandais en 1989 et le Prix Art Finlandais en 2001. En 2013, elle est nommée Première Classe de l'Ordre du Lion de Finlande.

## Installations
Parmi une liste non exhaustive :
- Kaarina Kaikkonen, Festival Les Boréales, Musée des Beaux-arts de Caen, Caen, 18 novembre 2017 - 28 janvier 2018[14]
- Kaarina Kaikkonen, Galerie Forsblom, Helsinki, 18 août - 10 septembre 2017
- Are We Still Afloat ?, John F. Kennedy Center for the Performing Arts, Washington, 19 février - 17 mars 2017
- We Share A Dream, Albright-Knox Art Gallery, Buffalo Niagara International Airport, Buffalo, 2 octobre 2015 - 3 janvier 2016[15]
- A Waltz to Life, Musée d'art Didrichsen, Helsinki, 19 mai - 4 octobre 2015[16]
- Whereabouts, Galerie Forsblom, Helsinki, 14 mars 6 avril 2014
- Touching The Sky, CentroCentro, Madrid, 19 février - 14 septembre 2014[17]
- Huellas y Dialogos, Musée de la mémoire et des droits de l'homme, Musée national des beaux-arts d'Argentine, Chili, 21 mars - 26 mai 2013

- Are We Still Going On ?, Collection Maramotti, Reggio Emilia, Italie, 26 février 2012 - 23 avril 2013[18]
- Kaarina Kaikkonen, K11 Art Space, Shanghai, 8 août - 7 octobre 2013[19]
- Having Hope, Z20 Galleria, Rome, Italie, 22 février - 31 mars 2012[20]
- Towards Tomorrow, MAXXI - Musée national des arts du XXIe siècle, Rome, 14 avril - 16 septembre 2012[21]
- Olisin halunnut puhjeta kukkaan, Galerie Forsblom, Helsinki, 3 mars - 3 avril 2011
- As A Tree I Can Feel The Wind, Special Project, Art Miami, Miami, 2011
- Kaarina Kaikkonen, l´Espal, Le Mans, 2008
- Inner Borders, Musée de l'Ermitage, Saint Petersbourg, 2007

## Distinctions
- 1978 : Iisalmi City Art Prize
- 1989 :  Prix d'État pour les arts visuels,
- 2001 : Prix Finlande
- 2002 : Prix de l'art environnemental
- 2004 : Prix du public, Den Haag Sculpture, Hollande
- 2013 : Première Classe de l'Ordre du Lion de Finlande

## Publications
- Koko hajanainen kuva - Suomalaisen taiteen 80-luku (Toute l'image fragmentée - L'art finlandais des années 80), Kivirinta Marja-Terttu, Rossi Leena-Maija, WSOY, 388p., 1991  (ISBN 9510165700)